# Дадалко, Василий Александрович
Василий Александрович Дадалко (род. 1945) — советский и белорусский финансист и учёный, доктор экономических наук, профессор.
Автор более 250 научных работ, в том числе книг, посвященных экономическим реформам в Беларуси, России и других государствах СНГ.

## Биография
Родился 15 мая 1945 года в деревне Куколевка Червенского района Минской области.

### Образование
В 1975 году поступил и в 1980 году окончил Белорусский государственный институт народного хозяйства (ныне Белорусский государственный экономический университет).
В 1987 году окончил аспирантуру Белорусского НИИ аграрной экономики, защитив в 1992 году диссертацию кандидата экономических наук (диплом ВАК СССР). В 1997 году окончил докторантуру Всероссийского НИИ экономики сельского хозяйства, защитив в этом же году диссертацию доктора экономических наук (диплом ВАК Российской Федерации и диплом ВАК Республики Беларусь). В 2001 году Василию Дадалко было присвоено ученое звание профессора по специальности «Экономика».

### Деятельность
Трудовую деятельность начал в 1969 году токарем на Минском опытно-механическом заводе им. Вавилова, затем — слесарем и водителем на предприятиях Минской области. В 1972—1974 годах служил в Советской армии. С 1975 по 1979 год работал экономистом, старшим мастером и старшим инженером на предприятиях Минска. В 1979—1981 годах — экономист Минского автомобильного завода, старший мастер ПО «Минскпивпром», старший инженер ОМТС опытно-экспериментального завода НТО ВНИИ строительных машин и инструментов. В 1981—1991 годах был заместителем директора по производству совхоза «Правда» и директором совхоза «Узденский» Минской области.
После распада СССР, с 1991 по 1992 год работал генеральным директором «Ассоциации профессиональных экологов» в Минске. В 1992—1999 годах — генеральный директор предприятий «Армита» и «Армита — Маркетинг, Менеджмент», где занимался научно-исследовательской и издательской деятельностью, а также антикризисным управлением.
В 1998—2002 годах — заведующий кафедрой «Международные экономические отношения» и «Мировая экономика» Белорусского государственного экономического университета. В 2000—2001 годах был председателем правления «Белкомбанка».
В 2001—2003 годах — советник ректора, заведующий кафедрой «Мировая экономика, государственное управление и инвестиции» Государственной академии строительства и жилищно-коммунального хозяйства России. В 2003—2005 годах был заместителем председателя правления «Алгонбанка».
В 2005—2007 годах — советник генерального директора и антикризисный управляющий НИИ «Новый экономический Международный институт».
С 2007 года по настоящее время работает профессором кафедры «Анализ рисков и экономическая безопасность» в Финансовом университете при Правительстве Российской Федерации. Одновременно с 2011 по 2014 год был советником ректора и заведующим кафедрой «Экономическая безопасность, мировая и региональная экономика» Московской государственной академии водного транспорта. Также с 2012 года — профессор кафедры «Экономика и менеджмент» белорусского Международного университета «МИТСО».
Кроме научной и преподавательской деятельностью, Василий Александрович занимается общественной: был депутатом Совета депутатов муниципального округа Молжаниновский в городе Москве, членом экспертного совета Совета Министров Республики Беларусь по экономическому развитию, членом научно-консультационного совета по вопросам денежно-кредитной политики при Национальном Банке Республики Беларусь. В 2013—2014 годах был председателем совета Белорусского республиканского литературного фонда и заместителем главного редактора литературно-художественного, духовно-просветительного, научного журнала Союза писателей Союзного государства «Белая вежа».

## Награды
Награждён медалями и Почётной грамотой Общественной палаты союзного государства (за активную работу по укреплению устоев Союзного государства и значительный вклад в работу Общественной Палаты Союзного государства по итогам 2017 года).